# Ljudmila Galkina
Ljudmila Ivanovna Galkina (rusko Людмила Ивановна Галкина), ruska atletinja, * 20. januar 1972, Saratov, Sovjetska zveza.
Nastopila je na poletnih olimpijskih igrah v letih 1996 in 2000, ko je osvojila osmo mesto v skoku v daljino. Na svetovnih prvenstvih je osvojila naslov prvakinje leta 1997, na svetovnih dvoranskih prvenstvih prav tako naslov prvakinje leta 1995, na evropskih prvenstvih bronasto medaljo leta 1998, kot tudi na evropskih dvoranskih prvenstvih leta 2002.